# Issuna
Issuna ist ein Verwaltungsbezirk (englisch Ward) des Distrikts Ikungi in der tansanischen Region Singida.

## Geografie
Issuna ist ein Bezirk im nördlichen Zentralteil von Tansania etwa 60 Kilometer Luftlinie südlich der Regionshauptstadt Singida. Bei der Volkszählung 2022 lebten 19.281 Menschen in 3560 Haushalten auf einer Fläche von 728 Quadratkilometern.
Das Klima in Issuna ist tropisch mit jährlichen Niederschlägen von durchschnittlich 767 Millimetern. Der Regen fällt hauptsächlich in den Monaten Dezember bis März, die Zeit von Juni bis Oktober ist sehr trocken. Die Durchschnittstemperatur schwankt zwischen 19,0 Grad Celsius im Juli und 23,4 Grad im November.
Der Bezirk grenzt im Osten an den Distrikt Manyoni und sonst an fünf Bezirke des Distrikts Ikungi:
| Ikungi    | Unyahati                                    | Mang'onyi |
| Iglansoni | Kompassrose, die auf Nachbargemeinden zeigt | Makuru    |
|           | Mkiwa                                       |           |

## Gliederung
Der Bezirk besteht aus fünf Gemeinden (swahili Mtaa) mit 24 Orten (Kitongoji):
| Issuna A - Mura - Inang’ana - Mitintimo - Milade - Manjaru - Issuna Juu | Issuna B - Gaudu - Ugino - Uhamnaya - Ifampa | Nkuhi - Mtunduruni - Nkuhi Kati - Nkuhi B - Masinkunku - Tambuka Reli - Mwisoko | Tumaini - Msui - Kulala - Mafea - Aghida - Manjaru | Ng'ongosoro - Ng’ongosoro - Mbugani - Mponda |

## Wirtschaft und Infrastruktur
- Landwirtschaft: Im Bezirk werden 22.000 Rinder, 12.000 Ziegen und 66.000 Hühner gehalten (Stand 2016).[9]
- Bildung: Die Issuna Secondary School ist eine staatliche weiterführende Schule, die Tages- und Internatsschüler bis zur 4. Stufe ausbildet.[10]
- Gesundheit: In den Gemeinden Issuna A, Nkuhi und Ng'ongosoro gibt es je eine staatliche Apotheke,[11][12][13] eine weitere Apotheke in Issuna A wird von der evangelischen Kirche geführt.[14]
- Straße: Durch den Bezirk verläuft die asphaltierte Nationalstraße T3, die von Singida nach Manyoni führt.[15]
- Eisenbahn: Issuna hat einen Bahnhof an der Stichbahn von Manyoni nach Singida.